# Eggewaartskapelle
Eggewaartskapelle (fr. Eggewaerts-Capelle, vls. Eggewoartskapelle) – dzielnica (deelgemeente) miasta Veurne w Belgii, w Regionie Flamandzkim, w prowincji Flandria Zachodnia, w okręgu Veurne. 1 stycznia 2020 roku liczyła 166 mieszkańców. Do 31 grudnia 1970 samodzielna gmina. 

## Demografia
Liczba mieszkańców, stan na 1 stycznia:
| Rok                | 1930 | 1961 | 2020 |
| ------------------ | ---- | ---- | ---- |
| Liczba mieszkańców | 377  | 291  | 166  |